# Dorados de Sinaloa
A Dorados de Sinaloa (nevének jelentése: Sinaloai Aranyhalak) egy mexikói labdarúgócsapat, amely 2016 nyarától a másodosztályú bajnokságban szerepel. Otthona Sinaloa állam fővárosa, Culiacán Rosales. Bajnoki címet még nem nyertek, de a kupát egyszer (2012-ben) elhódították.

## Története
Sinaloa államban a 20. században nem volt jelentős a labdarúgóélet, minden a baseball körül forgott. Ezért amikor 2003-ban Eustaquio de Nicolás és Valente Aguirre megalapította Culiacán városának labdarúgócsapatát, szinte semmilyen támogatót nem találtak, legtöbben úgy gondolták, hamvába holt kezdeményezés lesz ez is. Azonban hamarosan megnőtt a labdarúgás iránti lelkesedés, a csapat pedig a mai napig népszerű.
Szereplésüket a másodosztályban kezdték meg és mindjárt az első szezonjukban (2003 Apertura) meg is nyerték azt. Azonban mivel a 2004-es Clausura bajnokság döntőjét elbukták a León ellenében, egy nagydöntőre került sor, mely az első osztályba való feljutásról döntött. Itt a Dorados győzedelmeskedett, így következő évtől a legfelső szinten léphettek pályára. Azonban csak néhány évet tölthettek el ott: 2006-ban újra kiestek a másodosztályba.
Legnagyobb sikerüket 2012-ben érték el, amikor az újraindított Copa MX sorozatban a döntőig meneteltek és ott a Correcaminos csapatát legyőzve megszerezték első kupagyőzelmüket. 2015-ben visszajutottak az első osztályba, de egy év szereplés után ismét kiestek.

## Bajnoki eredményei
A csapat első osztályú szereplése során az alábbi eredményeket érte el:
| Év            | Alapszakasz-helyezés | Eredmény a rájátszásban |
| ------------- | -------------------- | ----------------------- |
| 2004 Apertura | 17. hely             |                         |
| 2005 Clausura | 8. hely              |                         |
| 2005 Apertura | 14. hely             |                         |
| 2006 Clausura | 8. hely              |                         |
| 2015 Apertura | 18. hely             |                         |
| 2016 Clausura | 16. hely             |                         |

## Stadion
A csapat hazai mérkőzéseit a 2003. augusztus 9-én felavatott Estadio Banorte stadionban játssza. Az első meccs, amire sor került az új építményben, egy 4–2-es győzelem volt a Cobras de Ciudad Juárez ellen. A stadion férőhelyeinek száma 21 000.